# Triptognathus unifasciatus
Triptognathus unifasciatus är en stekelart som först beskrevs av Maximilian Spinola 1843.  Triptognathus unifasciatus ingår i släktet Triptognathus och familjen brokparasitsteklar. Inga underarter finns listade i Catalogue of Life.